# Вынну (волость)
Вы́нну (эст. Võnnu ) — бывшая волость в Эстонии в составе уезда Тартумаа.

## Положение
Площадь волости — 229 км², численность населения на 1 января 2006 года составляла 1218 человек.
Административным центром волости был посёлок Вынну. На территории волости находилось 12 деревень.